# Ballon de Servance
Der Ballon de Servance ist ein Berg in den südlichen Vogesen und zugleich die höchste Erhebung der Vosges Saônoises. Er weist eine Höhe von 1216 Metern auf. Der Berg liegt unweit der Grenzen der Départements Haut-Rhin (Oberelsass) und Territoire de Belfort auf der Grenze der Départements Vosges und Haute-Saône in den Regionen Grand Est und Bourgogne-Franche-Comté im Regionalen Naturpark Ballons des Vosges und zugleich in der Réserve naturelle nationale des Ballons comtois.

## Lage
Der Ballon de Servance liegt westlich des Elsässer Belchens (französisch: Ballon d’Alsace) und vom Col du Stalon von diesem getrennt auf dem Kamm, der sich von Nordnordosten nach Südsüdwesten von Saint-Maurice-sur-Moselle nach Belfahy erstreckt und südlich des Bergs noch mehrere Erhebungen aufweist, die über 1000 Meter und teils über 1100 Meter Höhe erreichen. Der Berg liegt auf der Wasserscheide zwischen Mittelmeer und Nordsee.

## Tourismus

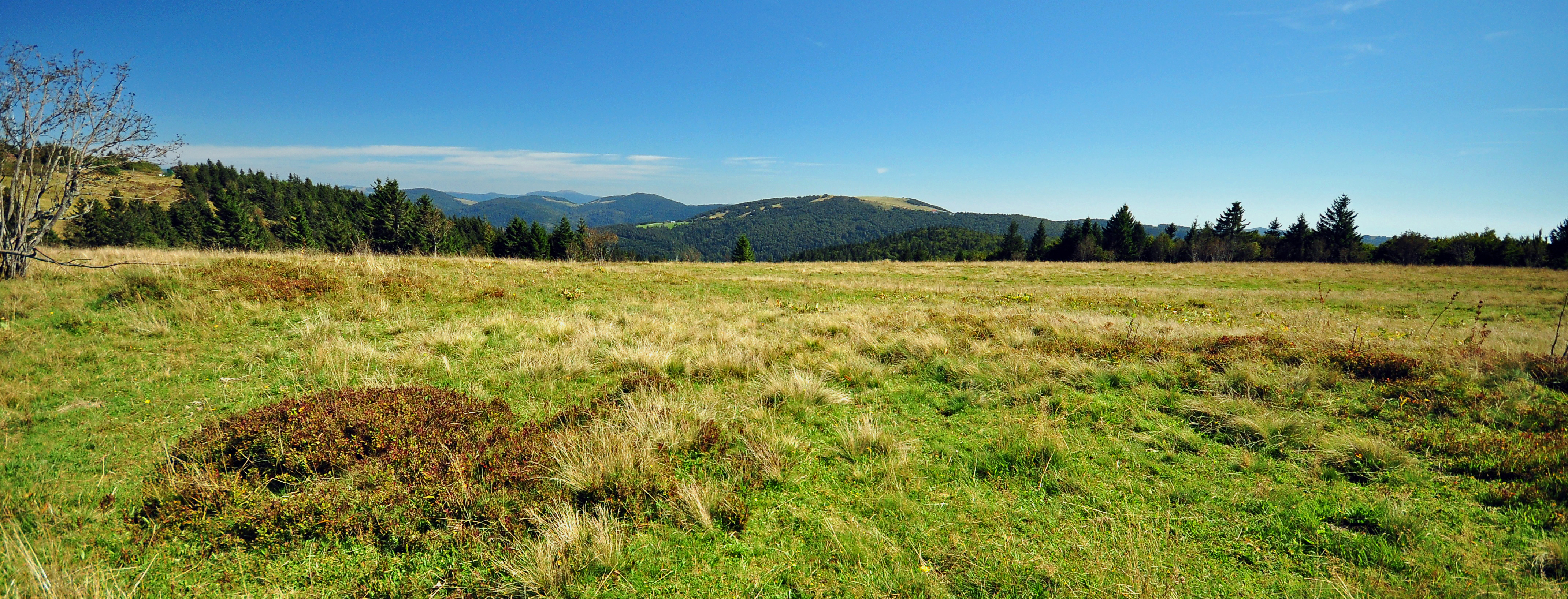
Chaume (Hochweide) am Gipfel, im Hintergrund der Elsässer Belchen

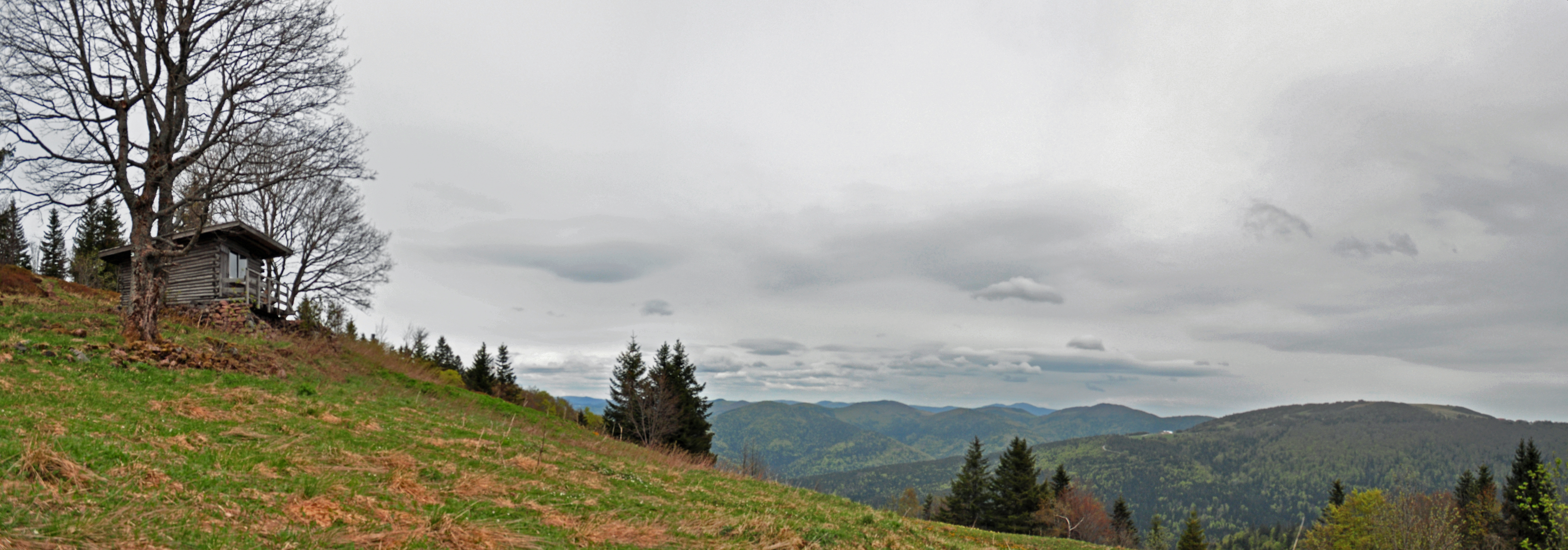
Die Schutzhütte Refuge Sailley am Col du Luthier

An dem touristisch wenig erschlossenen Berg führt auf der im 19. Jahrhundert aus militärischen Gründen gebauten Départementsstraße D 16 einmal im Jahr der Radmarathon „Les 3 ballons“ vorbei. Die Anfahrt ist auch von Westen über den Col des Croix (Höhe 680 Meter) möglich. Am Ballon de Servance vorbei führen die Fernwanderwege GR 7 und GR 59 im GR-Fernwanderwegenetz, die vom Club Vosgien (Vogesenclub) markiert werden. Ein 1880 auf dem Gipfel errichtetes Hotel, das hauptsächlich dem Militär diente, ist verschwunden. Am nahegelegenen Col du Luthier befindet sich die kleine Schutzhütte Refuge Sailley.

## Militärische Nutzung

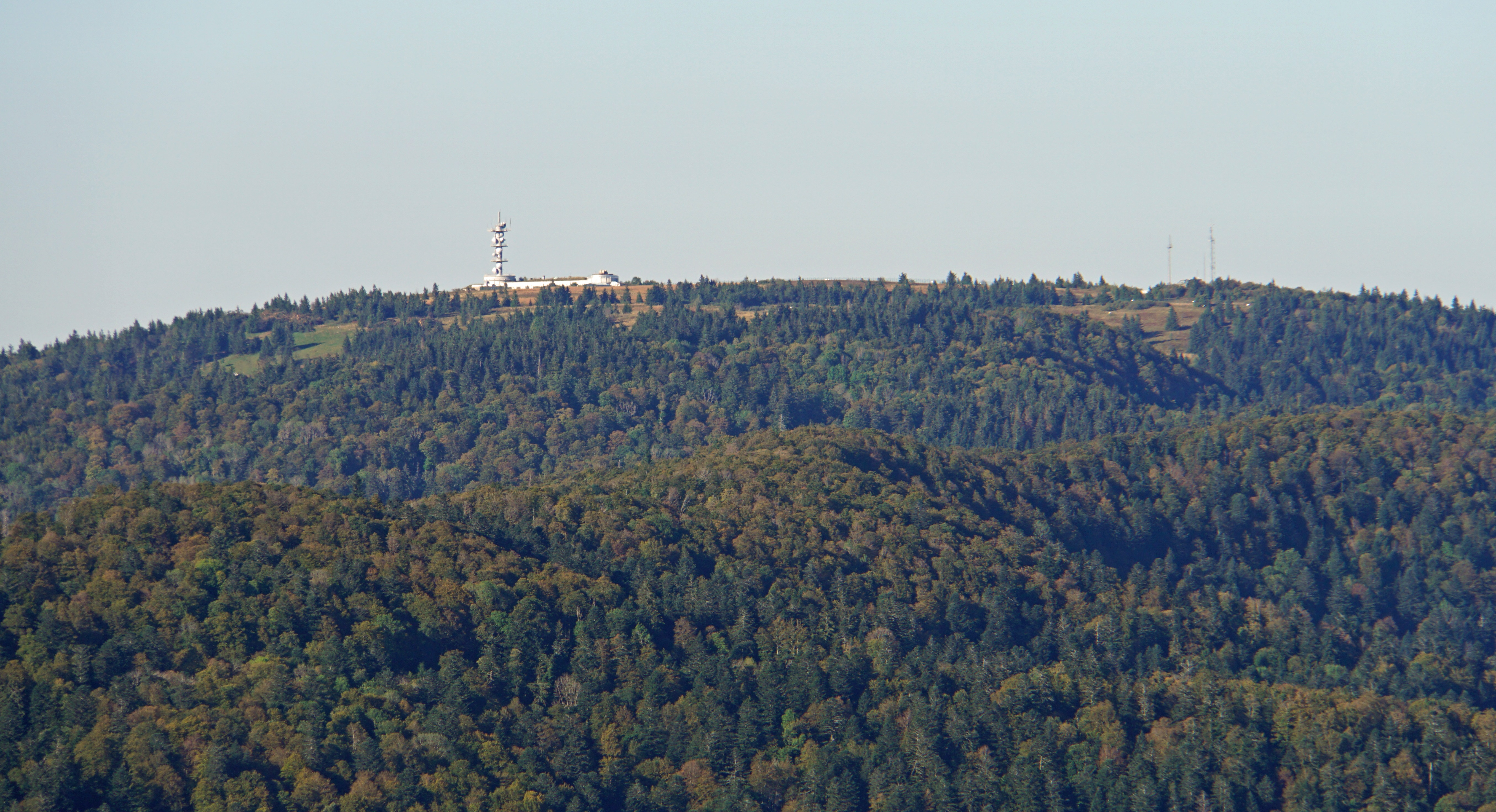
Der Gipfel mit den militärischen Einrichtungen

Auf dem Ballon de Servance wurde nach der Abtretung des Elsass an das Deutsche Reich in den Jahren 1877 bis 1879 das Fort Scherer errichtet, von dem aus der Elsässer Belchen beschossen werden konnte. Auf dem Gipfel befindet sich seit 1951 eine militärische Radaranlage, zu der ein gesperrtes Zweigsträßchen führt.

## Flugzeugunglück

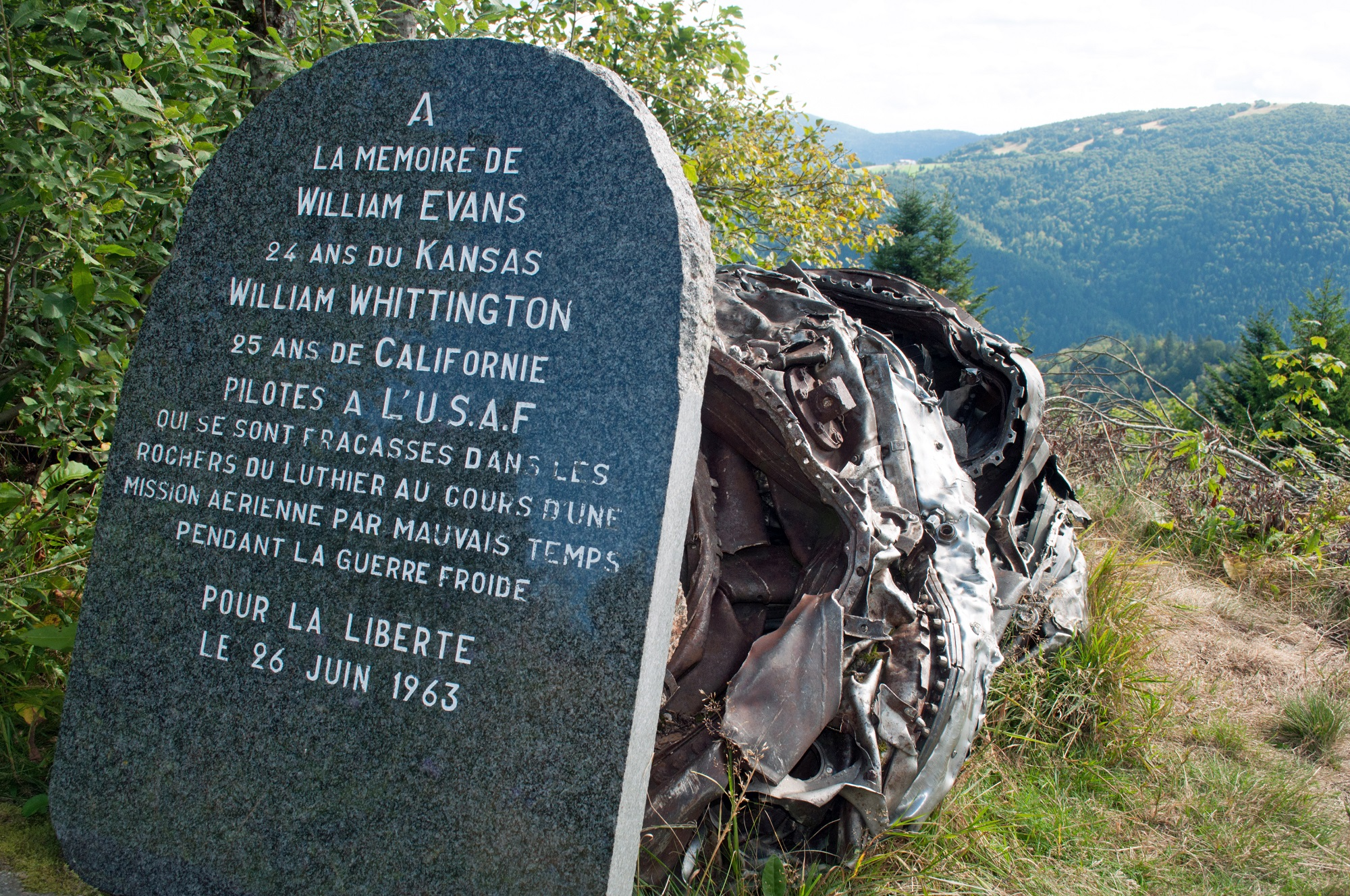
Gedenkstein

Mit dem Berg kollidierten im Juni 1963 zwei US-amerikanische Militärflugzeuge; dabei kamen die beiden Piloten ums Leben. Ein Gedenkstein erinnert an sie.